# Stazione di Ziano
La stazione di Ziano è stata una fermata ferroviaria posta lungo la ex linea ferroviaria a scartamento ridotto Ora-Predazzo chiusa il 10 gennaio 1963, a servizio del comune di Ziano di Fiemme.

## Strutture e impianti
La fermata era composta da un fabbricato viaggiatori e tre binari. A novembre 2015 non ne rimane traccia, il fabbricato è stato completamente demolito mentre i tre binari sono stati smantellati. Sul sito originario è ora presente una segheria.